# 359103 Ottopiene
359103 Ottopiene è un asteroide della fascia principale. Scoperto nel 2009, presenta un'orbita caratterizzata da un semiasse maggiore pari a 2,3125391 UA e da un'eccentricità di 0,2022868, inclinata di 11,96153° rispetto all'eclittica.